# Ігор Сєверянін
І́гор Сєверя́нін (рос. Игорь Северянин, дореф. Игорь Сѣверянинъ; справжнє ім'я І́гор Васильович Лотарьо́в, рос. Игорь Васильевич Лотарёв; 4 (16) травня 1887, Санкт-Петербург — 20 грудня 1941, Таллінн) — російський поет «Срібної доби». Народився в сім'ї офіцера. Через складні взаємини батьків провів дитинство поблизу м. Череповця Новгородської губернії, де була розташована садиба його дядька. Навчався в Череповецькому реальному училищі, потім поїхав на Далекий Схід, де його батько дістав місце комерційного агента.

## Життєпис
На відміну від багатьох поетів «Срібної доби» Ігор Сєверянін уник впливу символістів. 1911 року організував у Петербурзі літературну групу «Асоціація егофутуристів». Він сформулював програму егофутуристів, що передбачала самоствердження особистості, пошук нового без відторження старого, сміливі образи, епітети, асонанси й дисонанси і т. д. Сам поет створив багато неологізмів. Пізніше В. Маяковський визнав, що багато чого навчився в нього в сфері словотворення. 1914 року вони разом узяли участь у «Першій олімпіаді російського футуризму» у Криму. Згодом Ігор Сєверянін покинув егофутуризм і на деякий час приєднався до кубофутуристів, але цей союз тривав недовго.
У московському видавництві «Гриф» 1918 року поет видав свою першу книжку віршів «Громокипящий кубок» з передмовою Ф. Сологуба. Вже перші твори надовго закріпили за Сєверяніном славу винятково салонного поета. Багато його віршів відрізнялись манірністю; надлишкова пристрасть до неологізмів та іншомовної лексики приводила поета на межу несмаку. В той же час Сєверяніну належить ціла низка творів, для яких характерні барвистість, виразність і мелодійність поетичного мовлення, складна рима, наявність оригінальних віршованих форм (тріолет, міньйонет і т. д.).
Ігор Сєверянін свідомо культивував свій образ вишуканого поета-кумира. Він з'являвся на поетичних вечорах з орхідеєю в петлиці, називав свої вірші «поезами», читав у наспівувальному ритмі, що підкреслювало мелодійність його віршів. Його близький друг, Г. Шенгелі згадував, що ліричний герой «поез» Сєверянина відрізнявся від самого поета. Він прагнув своїм образом створити ажіотаж навколо своїх віршів. У розпал Першої світової війни він випустив збірку «Ананасы в шампанском» (1915), о́бразний ряд якої відповідав назві. Цією збіркою він утвердив право поета залишатися аполітичним та писати так, як йому властиво.

### Останні роки
Після Жовтневої революції І. Сєверянін оселився в Естонії. Жив в усамітненому рибацькому поселенні Тойла. В цей час йому вдалося видати декілька поетичних книжок, однією з яких була «Падучая стремнина», роман у віршах «Соловей» та ін. Попри те, що Сєверяніна вважали «буржуазним» поетом, 1918 року на вечорі в Політехнічному музеї в Москві він був названий «королем поетів», виборовши перемогу в Маяковського. Помер Ігор Сєверянін в Таллінні 20 грудня 1941 року.